# 타인강
타인강(River Tyne)은 영국 노스 이스트 잉글랜드의 강이다. 노스타인강(North Tyne)과 사우스타인강(South Tyne)이 합쳐져 118 km 길이의 강을 형성한다.
약 3천만년 전 형성된 것으로 알려져 있으며 템스강에 이어 영국에서 두 번째로 오래된 강이다.